# Синодзаки, Ёко
Ёко Синодзаки (-Тамура) (яп. 篠崎洋子, англ. Yoko Shinozaki; р. 29 января 1945, Омия (ныне — часть города Сайтама), префектура Сайтама, Япония) — японская волейболистка, нападающая. Чемпионка летних Олимпийских игр 1964 года, двукратная чемпионка мира.

## Биография
Волейболом Ёко Синодзаки начала заниматься в родном городе Омия (ныне — часть города Сайтама) в средней школе «Мияхара», после окончания которой играла за команду уже старшей школы Омия. В 1962 получила приглашение в базовую команду сборной Японии «Нитибо», в составе которой 5 раз становилась чемпионкой Японии.
В 1962 в 17-летнем возрасте Синодзаки дебютировала в национальной сборной Японии, с которой в том же году выиграла «золото» чемпионата мира, а через два года на дебютном для волейбола олимпийском турнире в Токио также стала обладателем высших наград. На обоих турнирах была самой молодой волейболисткой в составе национальной команды. В 1967 стала обладательницей золотой медали домашнего чемпионата мира, после чего завершила игровую карьеру.

### Клубная карьера
- …—1962 —  «Омия Скул»;
- 1962—1967 —  «Нитибо» (Кайдзука).

## Достижения

### Клубные
- 5-кратная чемпионка Японии — 1963—1967.

### Со сборной Японии
- Олимпийская чемпионка 1964.
- двукратная чемпионка мира — 1962, 1967.